# 沙特阿拉伯—泰国关系
沙泰关系或泰沙關係是指沙特阿拉伯王国与泰王国的关系。两国于1957建立外交关系，此后有数十万泰国人前往沙特阿拉伯工作 ，也有数百名泰国留学生在沙特阿拉伯学习。二十世纪八十年代末蓝钻事件发生，双方关系因此迅速恶化，该事件也曾经长期影响着两国之间的关系，直到2022年两国高层才同意邦交关系正常化。

## 历史
1957年10月1日，泰国与沙特阿拉伯王国正式建立外交关系。而在此之前，双方就已经建立了热情友好的关系。1966年，双方关系升级为大使级别，第一位沙特阿拉伯驻泰国大使为Abdulrahman Al-Omran，Prasong Suwanpradhes为第一位获得沙特阿拉伯认可的泰国大使。1984年1月泰国外交部副部长率领由内政部、商务部等政府部门高级官员及泰国议会和私营部门组成的代表团访问沙特阿拉伯，进一步巩固双方关系关系。
1989年，一位在沙特阿拉伯工作的泰国工人盗窃了沙特阿拉伯法萨尔宾法赫王子的大量珠宝，其中有一颗珍贵的蓝色钻石。盗窃者最被泰国警方逮捕，被盗的珠宝被追回并归还沙特王室，但其中多数是假的，包括蓝钻。在之后的调查中，先后有多名沙特阿拉伯外交官前往泰国进行调查，但均失踪或遭到枪杀。蓝钻事件特别是针对沙特阿拉伯调查人员的谋杀案发生后，双方关系迅速恶化，沙特阿拉伯不再为泰国人提供工作签证并撤回在泰投资，外交使团等级也由大使级降至代办级。根据泰国作家Achara Ashayagachat的说法：“在此之前，有多达50万泰国人在沙特阿拉伯工作。现在或许只有100个。之前曾有成千上万的学生曾在沙特阿拉伯学习，而现在只有300人。”
泰国驻沙特阿拉伯利雅得大使馆称：“泰国和沙特阿拉伯在重大的地区和国际问题上持相似的立场。两国紧密合作，在联合国和其他国际论坛上相互支持。”
2022年1月25日，泰国总理巴育·占奥差抵达沙特首都利雅得進行为期两天的访问。这是泰沙两国自蓝钻事件失和以来，泰国领导人首次正式访问沙特。双方当晚发表联合声明，宣布将于近期恢复大使级外交关系。

## 经济关系
2004年，沙特阿拉伯是泰国第24大出口市场，也是泰国在中东的第3大出口市场。泰国为沙特阿拉伯第20大贸易伙伴。泰国主要向沙特阿拉伯出口汽车零部件及配件、空调、冰箱、鱼类、机织物、洗衣机、机械、服装、大米等。沙特阿拉伯是泰国的主要原油供应国，除原油外，泰国也从沙特阿拉伯进口石油化工产品和产品和化肥。2004年，泰国与沙特阿拉伯的贸易额达到29亿美元。2005年，泰国与沙特阿拉伯贸易额上升至50亿美元，其中泰国对沙特阿拉伯进口贸易额为40亿美元，出口贸易额为10亿美元。
海湾战争前，沙特阿拉伯是泰国海外工人最多的国家，其境内的泰国劳工数量超过20万。其后受中东地区战争和蓝钻事件影响，泰国劳工大大减少。目前，根据沙特阿拉伯外交部提供的统计数据，仍有10,000名泰国人留在沙特阿拉伯。泰国劳工在沙特阿拉伯主要从事石油开采加工有关工作。

## 宗教关系
泰国信佛者居多，但在泰南三府等地也有约300万的穆斯林。每年都有约9000至10000名泰国朝圣者前往沙特境内的麦加和麦地那两个伊斯兰教圣地进行朝觐活动。2005年，前往沙特朝觐圣地的泰国穆斯林达到10124人。